# Ernst-Günther Schenck
Ernst-Günther Schenck (Marburg, 3 oktober 1904 – Aken, Noordrijn-Westfalen, 21 december 1998) was een Duitse SS-Standartenführer (kolonel) en arts die een rol heeft gespeeld in de Slag om Berlijn. De verslagen die hij hierover heeft geschreven zijn van invloed geweest op de verslagen van Joachim Fest en James P. O'Donnell over de laatste dagen van Adolf Hitlers leven.

## Rol in de Tweede Wereldoorlog
In 1933 sloot Schenck zich aan bij de SS. Schenck was actief betrokken bij de creatie van een kruidenkwekerij in het concentratiekamp Dachau, waar meer dan tweehonderdduizend geneeskrachtige planten aanwezig waren, waarvan onder meer vitaminesupplementen voor de Waffen-SS werden gemaakt. Hij werd in 1940 benoemd tot voedselinspecteur voor de SS. In 1943 ontwikkelde hij een eiwitrijke worst die bedoeld was voor de SS-troepen aan het front. Voorafgaand aan de keuring werd deze worst getest op driehonderdzeventig gevangenen van het concentratiekamp Mauthausen, van wie sommigen stierven aan hongeroedeem. Schenck verklaarde in zijn memoires dat zijn enige zorg het verbeteren van voedsel en het bestrijden van honger was. Een verslag uit 1963 veroordeelde hem echter voor "het behandelen van mensen als objecten, als proefkonijnen". In de Bondsrepubliek Duitsland werd hem later niet toegestaan door te gaan met zijn medische carrière. Hij werd ook geassocieerd met Erwin Lieks pogingen om holistische methoden te ontwikkelen voor het bestrijden van kanker.
Volgens de Waffen-SS-Oberscharführer Hans Bottger van de 1. SS-Panzer-Division Leibstandarte-SS Adolf Hitler verliet Schenck de plaats waar hij in dienst was om naar het Oostfront te gaan voor zijn zogenoemde "IJzeren Kruis-leertijd". Schenck nam het commando over van een batterij nadat de commandant was vermoord. Hij deed het "goed" in de strijd en kreeg het IJzeren Kruis, tweede klasse.
Tijdens de Slag om Berlijn werkte Schenck vrijwillig op een plaats binnen de grote kelder van de Rijkskanselarij waar eerste hulp gegeven werd, vlak bij de Vorbunker en Führerbunker. Hoewel hij niet was opgeleid als chirurg en de ervaring miste, evenals de nodige attributen om te opereren, heeft hij bij ongeveer 100 grote operaties geassisteerd.
Tijdens deze operaties werd Schenck geholpen door dr. Werner Haase die ook diende als een van Hitlers persoonlijke artsen. Haase had veel meer chirurgische ervaring dan Schenck, maar Haase was verzwakt door tuberculose en ging vaak liggen waarbij hij tevergeefs probeerde mondeling advies te geven aan Schenck. Door de combinatie van de verschrikkelijke omstandigheden en zijn eigen onervarenheid vertelde Schenck na de oorlog aan schrijver-historicus James P. O'Donnell dat hij niet in staat was ook maar één Duitse soldaat op te sporen die hij tijdens de oorlog geopereerd had (hij bewaarde verslagen van de operaties).
Schenck heeft Hitler tijdens de Slag om Berlijn twee keer in het echt gezien: één keer toen Hitler hem, Haase en de verpleegster Erna Flegel wilde bedanken voor hun medische diensten en één keer tijdens de "receptie" na Hitlers huwelijk met Eva Braun.

## Na de oorlog
Op 1 mei 1945 deed een groep mensen die tot dan toe in of bij de Führerbunker verbleef een poging de oorlog in Berlijn te ontvluchten. Schenck maakte deel uit van deze groep. Tijdens deze vluchtpoging werd hij opgepakt door het Russische leger en gevangen gezet. In 1953 werd hij uit Russische gevangenschap vrijgelaten en vestigde hij zich in West-Duitsland.
Na de oorlog schreef Schenck zijn memoires. O'Donnell deed daarvoor al een diepte-interview voor het boek The Bunker, dat gedeelten van Schencks herinneringen aan de laatste dagen van Hitler bevat. Schenck overleed op 21 december 1998 in Aken en is 94 jaar geworden.

## Militaire loopbaan
- SS-Standartenführer/Oberarzt der Reserve in de Waffen-SS: 20 april 1945 (niet officieel bevestigd)[2]
- SS-Obersturmbannführer der Reserve in de Waffen-SS: 9 november 1944[2]
- SS-Sturmbannführer der Reserve: 30 januari 1942[3]
- SS-Untersturmführer: 20 april 1940

## Registratienummer
- SS-nr.: 353 159[3]

## Decoraties
- IJzeren Kruis 1939, 2e Klasse[4][5]
- Kruis voor Oorlogsverdienste, 1e Klasse[5]